# Becerril
Becerril è un comune della Colombia facente parte del dipartimento di Cesar.
Il centro abitato venne fondato da Bartolomé de Aníbal Becerra nel 1594, mentre l'istituzione del comune è del 1977.